# Silverdome
Il Silverdome, noto anche come Pontiac Silverdome, è stato un impianto sportivo statunitense situato nella città di Pontiac (Michigan).

## Storia
La costruzione dello stadio coperto costò nel 1975 circa 55 milioni di $, somma che, rivalutata, corrisponde a oltre 250 milioni attuali
Impianto multifunzione, è adatto in particolare per incontri di calcio (ospitò la squadra NASL dei Detroit Express dal 1978 al 1980 e poi dal 1981 al 1983 quando militava nell'ASL II) e football americano.
Nel 1987 ha ospitato il pay-per-view della WWF (oggi WWE) WrestleMania III, che segnò l'incredibile record di 93000 spettatori.
Il 24 gennaio 1982 l'impianto fu sede del XVI Super Bowl della stagione 1981 della National Football League tra i campioni della National Football Conference (NFC) , i San Francisco 49ers e quelli della American Football Conference (AFC), i Cincinnati Bengals. I 49ers batterono i Bengals con un punteggio di 26-21 vincendo il loro primo Super Bowl. Era la prima volta, dal Super Bowl III, che si affrontavano due squadre in precedenza mai qualificatesi per la partita.
Nel 1987, Papa Giovanni Paolo II, in visita a Detroit, vi ha officiato una messa con 93000 persone presenti.
Lo stadio ha anche ospitato fino al 1988 gli incontri casalinghi della squadra di pallacanestro dei Detroit Pistons.
Nel 1994 lo stadio fu anche sede di incontri durante il campionato del mondo ci calcio che si tenne negli Stati Uniti, ospitando quattro incontri del primo turno. Normalmente ricoperto di erba sintetica, fu dotato per l'occasione di un tappeto di erba vera, secondo quanto richiesto dalle norme FIFA, ed ospitò le prime gare al coperto nella storia dei Mondiali.
Stadio casalingo dei Detroit Lions per oltre venticinque anni, dopo l'inaugurazione del Ford Field (2002) l'impianto rimase senza fruitori abituali ed è stato progressivamente abbandonato: fu dapprima chiuso nel 2006, quindi venduto nel 2009 per circa 580000 $ e riaperto l'anno successivo, per poi chiudere definitivamente i battenti nel 2013 con la successiva messa all'asta delle strutture interne. Nell'ottobre 2015 i proprietari dell'impianto ne annunciano la demolizione, prevista inizialmente per la primavera del 2016 ed in seguito rinviata alla fine dell'estate 2017. La demolizione, fissata per il dicembre 2017, non andò subito a buon fine: infatti le cariche esplosive poste sulla struttura la prima volta non riuscirono a far crollare lo stadio, creando di fatto un edificio pericolante. Qualche giorno dopo la demolizione riuscì piazzando una seconda serie di cariche.
Lo stadio è stato anche teatro di eventi musicali. Oltre 60000 persone parteciparono al concerto dei Elvis Presley. Vi hanno inoltre suonato i Metallica, i Rolling Stones, Madonna, gli U2, Bruce Springsteen, Genesis e Pink Floyd, che fecero registrare un record di oltre 110000 presenze.
- Stati Uniti -  Svizzera 1-1 (gruppo A)
- Romania -  Svizzera 1-4 (gruppo A)
- Svezia -  Russia 3-1 (gruppo B)
- Brasile -  Svezia 1-1 (gruppo B)